# Особуко

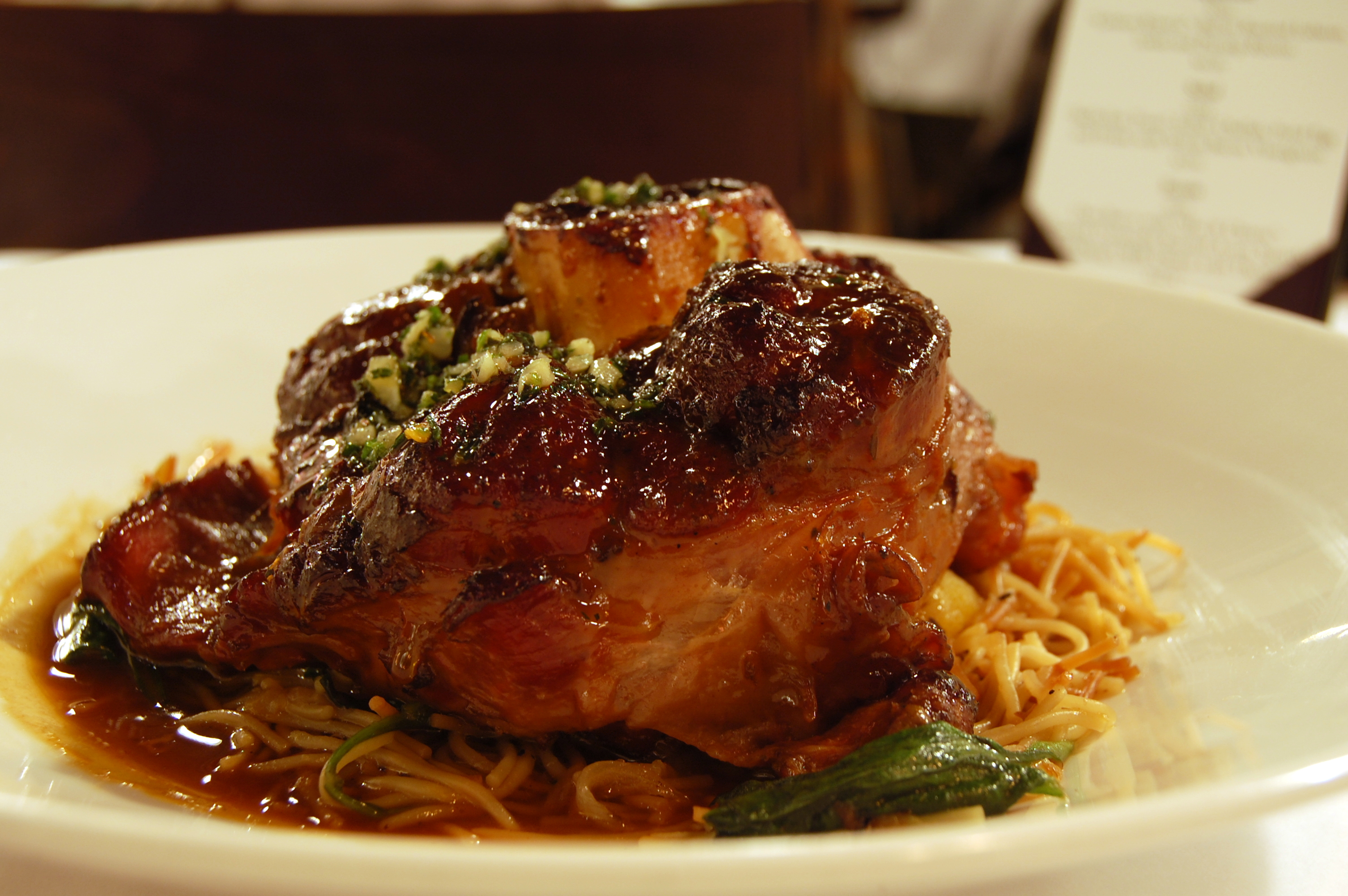

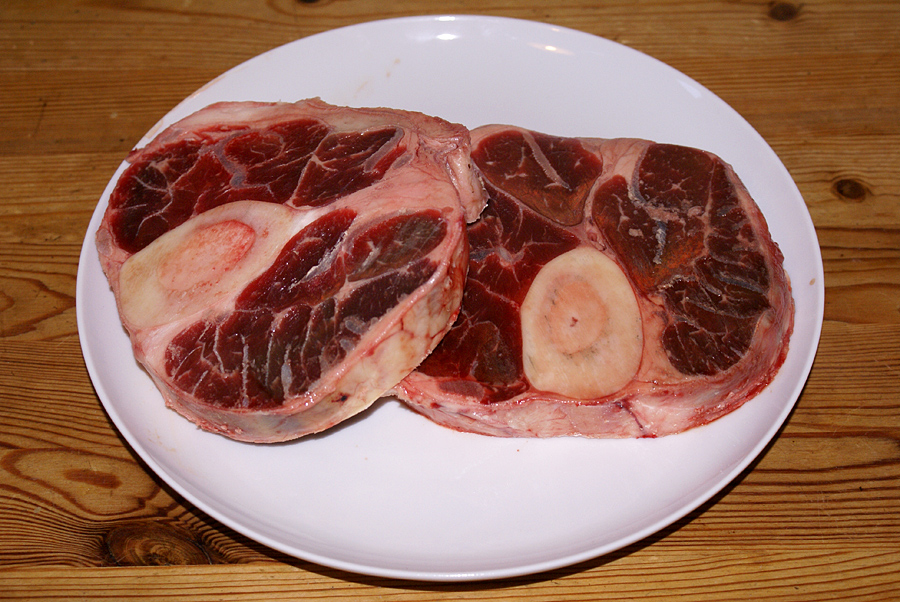
Сира теляча гомілка особуко

Особу́ко (італ. osso buco) — традиційна страва італійської кухні, що являє собою тушковану телячу гомілку, або м'ясний напівфабрикат, що використовують для її приготування.
Особуко означає буквально «трубчаста кістка» (від італ. osso — «кістка» і buco — «діра»), оскільки кістка разом з кістковим мозком є складовою частиною страви.
Найвідомішим є варіант особуко по-міланськи, приготоване із нарізаної на скибочки гомілки теляти, яке обсмажують на вершковому маслі, а потім тушкують у білому вині з додаванням томатів, часнику та цибулі. Наприкінці тушкування додають цедру лимона або апельсина. Перед подачею на стіл посипають посіченим вареним курячим яйцем і зеленню петрушки. У Мілані оссобуко приправляють спеціальним соусом гремолата. Як гарнір використовують рис із шафраном. Родзинкою страви є кістковий мозок з трубчастої кістки, що залишалася у гомілці під час приготування страви.